# 프렌 고개
프렌 고개(Prenn Pass)는 베트남 럼동성 달랏시의 남쪽 관문에 있는 20번 국도의 산골짜기다.
프렌 고개는 11km의 길이를 가지고 있으며, 3방에 위치해 있다, 고개의 어귀는 달랏 중심지에서 약 12km 떨어져 있다.
명칭인 프렌(Prenn)은 ‘침공’을 의미하는 참어에서 유래되었다. 이 단어는 프렌 고개가 프렌 폭포라고 불리는 매우 아름다운 폭포를 통과하기 때문에 지어진 것이다.